# Roko Farkaš
Roko Farkaš (11. veljače 2005.) hrvatski je atletičar koji se natječe u sprinterskim disciplinama, skoku u dalj i desetoboju.
Rođen je 11. veljače 2005. godine. Rodom je iz Nedelišća. Pohađa Drugu gimnaziju u Varaždinu. Počeo je trenirati u Atletskom klubu Nedelišće, a kasnije je prešao u Atletski klub Sloboda Varaždin.
Prvo iskustvo na međunarodnim prvenstvima stekao je 2021. godine kada je osvojio srebrnu medalju u skoku u dalj sa 7,11 m na Balkanskom dvoranskom prvenstvu do 20 godina u Sofiji. Sljedeće godine na Dvoranskom prvenstvu Balkana do 20 godina u Beogradu osvojio je osmo mjesto u trci na 60 metara u vremenu 6,98 s i osvojio srebrnu medalju s hrvatskom štafetom na 4x400 u vremenu 3:18,56 minuta. U lipnju iste godine je na Balkanskom prvenstvu do 18 godina u Baru pobijedio na 100 metara s 10,43 sekunde i pobijedio u štafeti 4x100 metara za 42,03 sekunde. Zatim je bio jedanaesti u desetoboju na Europskom prvenstvu do 18 godina u Jeruzalemu sa 6979 bodova i peti na 100 metara s 10,47 s. U srpnju je pobijedio na 200 metara za 21,71 sekundu na Balkanskom prvenstvu do 20 godina u Denizliju i pobijedio u štafeti 4x400 metara za 3:16,99 minuta. 
Godine 2023. osvojio je sedmo mjesto na 60 metara na Mediteranskom dvoranskom prvenstvu do 23 godine u Valenciji u vremenu 6,88 s, a u srpnju je zauzeo šesto mjesto na 200 metara na Balkanskom prvenstvu u Kraljevu u vremenu 21,07 s. U kolovozu je osvojio 18. mjesto u desetoboju na Europskom prvenstvu do 20 godina u Jeruzalemu sa 7220 bodova. 
Sljedeće 2024. godine pobijedio je na 60 metara na Balkanskom dvoranskom prvenstvu do 20 godina u Beogradu u vremenu 6,71 s, a zatim je osvojio sedmo mjesto na Balkanskom dvoranskom prvenstvu u Istanbulu u vremenu 6,83 s. Također je osvojio srebrnu medalju iza Turske u štafeti 4x400 metara u vremenu 3:23.69 minuta. U svibnju je pobijedio na 200 metara na Mediteranskom prvenstvu do 23 godine u Ismailiji za 20,89 sekundi. Nedugo nakon toga osvojio je četvrto mjesto na 200 metara na Balkanskom prvenstvu u Izmiru s 21,39 s. U lipnju je na Europskom prvenstvu u Rimu ispao iz polufinala na 200 metara s 20,95 s, nakon što je u preliminarnoj vožnji postavio novi hrvatski državni rekord s 20,70 s.
Farkaš je 2022. i 2023. postao prvak Hrvatske na 100 metara, a 2023. i na 200 metara te u štafeti 4x100 metara. Godine 2024. postao je dvoranski prvak u trčanju na 400 metara.
U kvalifikacijama skoka u dalj na Svjetskom juniorskom prvenstvu u Limi 29. kolovoza 2024. postigao je novi hrvatski juniorski rekord od 8,15 m. Stari rekord od 7,93 m postavio je Lahor Marinović 1986. godine. Skok od 8,15 m je treći najbolji rezultat hrvatskih atletičara u toj disciplini. Dan kasnije postao je svjetski prvak u skoku u dalju do 20 godina, skočio je 8,17 m, ali skok se ne priznaje kao rekord zbog vjetra +2,4 m/s.
Na Hanžekovićevom memorijalu 2024. postavio je novi hrvatski rekord na 200 m s rezultatom 20,67 s, a u skoku u dalj osvojio je 3. mjesto.